# Moos, Bayern
Moos är en kommun och ort i Landkreis Deggendorf i Regierungsbezirk Niederbayern i förbundslandet Bayern i Tyskland.
Kommunen ingår i kommunalförbundet Moos tillsammans med kommunen Buchhofen.